# Musaranya de Sicília
La musaranya de Sicília (Crocidura sicula) és una espècie de mamífer de la família de les musaranyes que es troba a Itàlia i Malta.

## Subespècies
- Crocidura sicula aegatensis (Hutterer, 1991).[2] Itàlia[3]
- Crocidura sicula calypso (Hutterer, 1991).[4] Malta[5]
- Crocidura sicula esuae (Kotsakis, 1984).[6] Sicília[7] (extinta, es coneix per fòssils del Plistocè mitjà)[8]
- Crocidura sicula sicula (Miller, 1900).[9] Sicília[10][11]